# Migé Amour
Migé Amour (* 19. prosince 1974, Helsinki, Finsko), vlastním jménem Mikko Henrik Julius Paananen je baskytarista kapely HIM.

## Život
Narodil se v umělecké rodině. Jeho otec hraje na hoboj v Helsinské filharmonii, matka je herečka. Má staršího bratra Anttiho. Už na škole se seznámil s Ville Valem a Lindem, s nimiž zakládal různé skupiny. V roce 1991 založili skupinu His Infernal Majesty, jejíž název později zkrátili na HIM.
Baskytaru si vybral prý proto, že mu bylo líto, že na ní nikdo nechce hrát.[zdroj⁠?!] Kromě hudby se stihl živit sbíráním nákupních košíků v supermarketu, pracoval na stavbě a dělal i zahradníka. Zahrál si i v seriálu Tahdon asia. Zajímá se o katolické kostely, architekturu, Charlese Chaplina, exotické nástroje, meditaci, pyramidy a rád fotografuje.
Mezi jeho idoly patří Ville Valo, Lily Lindy Lazer, Suho Superstar a Black Sabbath. Jeho oblíbená píseň je „War Pigs“ od Black Sabbath, oblíbený film „Sleepy Hollow“, oblíbené pití káva, voda a šťávy, oblíbené město Barcelona a oblíbené "jídlo" duševní strava. Jeho šťastným číslem je 666. V roce 2004 se oženil se svojí přítelkyní Vedranou.[zdroj⁠?!]
Nenávidí krutost, tvrdost, agresi, duchy a jiná noční strašidla, nebezpečné duchy a moderní nakupovací mánii. Nemá rád tvrdý alkohol.

## Vzkaz fanouškům
Buďte opatrní s alkoholem, sexem, drogami a jinými záležitostmi.